# Franco Serantini

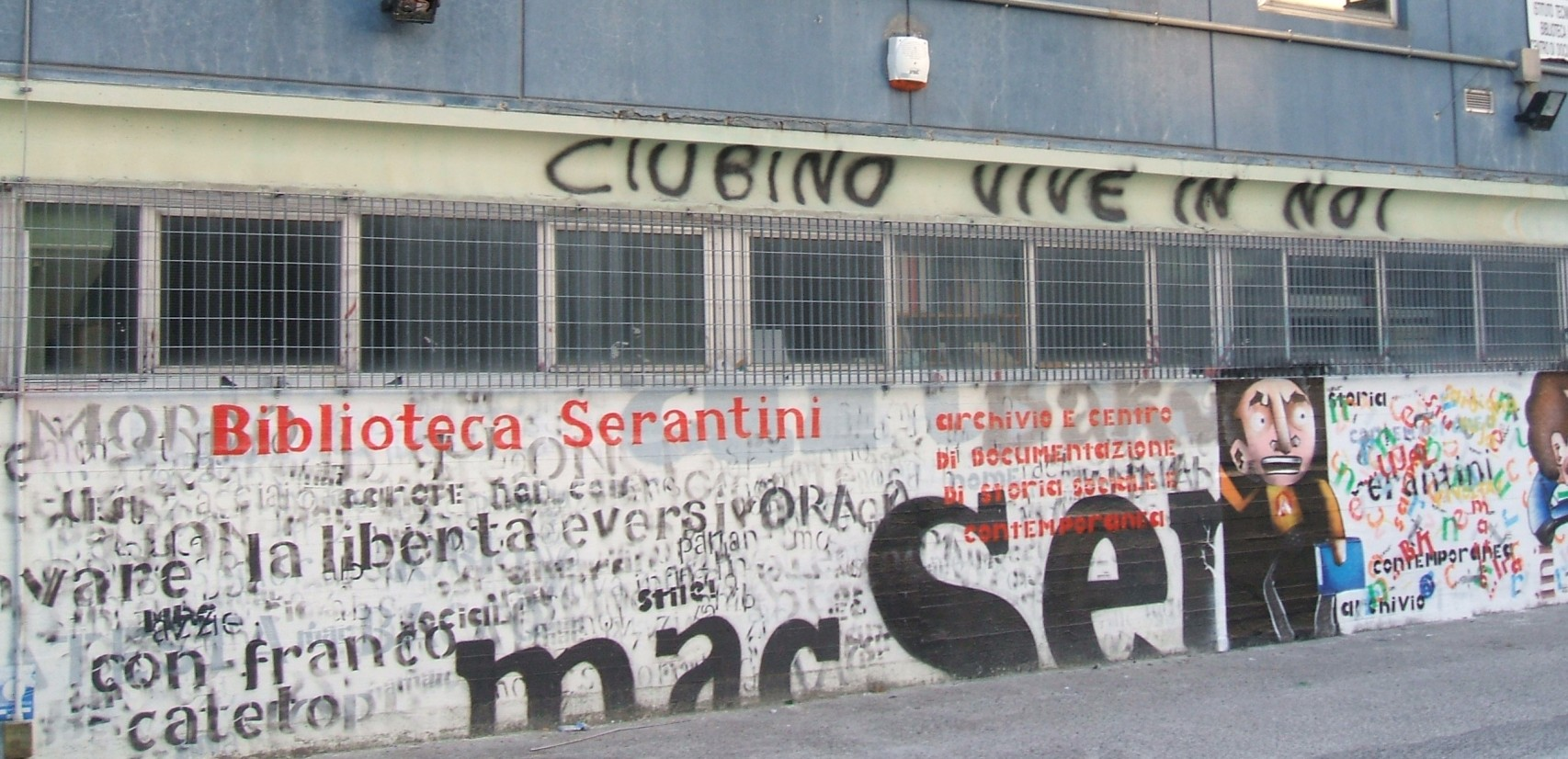
La "Biblioteca Serantini" a Pisa: archivio e centro di documentazione di storia sociale e contemporanea

Franco (Francesco) Serantini (Cagliari, 16 luglio 1951 – Pisa, 7 maggio 1972) è stato un anarchico italiano.

## Biografia
Franco Serantini venne abbandonato in brefotrofio, dove rimane fino all'età di due anni quando viene adottato da una coppia senza figli. Dopo la morte della madre adottiva è dato in affidamento ai nonni materni, con i quali vive, a Campobello di Licata in Sicilia, fino al compimento dei nove anni quando è trasferito di nuovo in un istituto d'assistenza a Cagliari.
Nel 1968 è inviato all'Istituto per l'osservazione dei minori di Firenze e da qui - pur senza la minima ragione di ordine penale - destinato al riformatorio di Pisa "Pietro Thouar" in regime di semilibertà, consistente nel mangiare e dormire in istituto. A Pisa, dopo la licenza media alla scuola statale Fibonacci, frequenta la scuola di contabilità aziendale. Con lo studio e la conoscenza di nuovi amici incomincia a guardare il mondo con occhi diversi e ad avvicinarsi all'ambiente politico della sinistra, frequentando le sedi delle Federazioni giovanili comunista e socialista, passando da Lotta Continua fino ad approdare, nell'autunno del 1971, al gruppo anarchico "Giuseppe Pinelli" di Pisa.

### Incarceramento
Insieme ad altri militanti è impegnato nelle iniziative politiche di quegli anni, come l'esperienza del "Mercato rosso" nel quartiere popolare del CEP, in molte azioni politiche e, infine, nell'accesa discussione che la candidatura di protesta ad un seggio in parlamento di Pietro Valpreda ha innescato nel movimento anarchico. Il 5 maggio 1972 partecipa al presidio indetto da Lotta Continua a Pisa contro il comizio di Beppe Niccolai, politico del Movimento Sociale Italiano. Il presidio viene attaccato dalla polizia; durante una delle cariche Serantini viene in contatto con un gruppo di agenti del Secondo e del Terzo plotone della Terza compagnia del I Raggruppamento celere di Roma, sul lungarno Gambacorti, e arrestato.
Nella notte, con il medico presente, sottoposto a visita, nega ogni tipo di malessere e rifiuta le cure. Successivamente viene trasferito prima in una caserma di polizia e poi al carcere Don Bosco dove, il giorno dopo, viene sottoposto ad un interrogatorio, durante il quale manifesta uno stato di malessere generale che il giudice e le guardie carcerarie e il medico del carcere non considerano serio.

### Morte e indagini
Il 7 maggio, dopo due giorni, Serantini viene trovato in coma nella sua cella e trasportato al pronto soccorso del carcere. Muore alle 9:45.
Il pomeriggio dello stesso giorno le autorità del carcere fanno richiesta al Comune per l'autorizzazione al trasporto e al seppellimento del cadavere. L'ufficio del Comune rifiuta, mentre la notizia della morte di Serantini si diffonde in tutta la città. Luciano Della Mea, antifascista e militante storico della sinistra pisana, decide insieme all'avvocato Massei di costituirsi parte civile, azione possibile con una adozione post mortem, dato che il giovane non aveva parenti. Il giorno dopo si svolge l'autopsia: l'avvocato Giovanni Sorbi, uscendo dall'obitorio dell'Ospedale di Santa Chiara, dichiara:
I suoi funerali, il 9 maggio 1972, vedono una grande partecipazione popolare. Il 13 maggio, in piazza San Silvestro, dopo una manifestazione indetta da Lotta Continua con un comizio conclusivo di Gianni Landi per gli anarchici e di Adriano Sofri per Lotta Continua, viene apposta una lapide in ricordo di Franco Serantini all'ingresso del palazzo Thouar, ultima sua residenza. Le manifestazioni e le iniziative per ricordare Serantini si rinnovano, anno dopo anno. A Torino gli viene dedicata una scuola, nel 1979 a Pisa nasce la biblioteca omonima e nel 1982, in piazza S. Silvestro, viene inaugurato un monumento donato dai cavatori di Carrara. La vicenda di Serantini rimane all'attenzione dell'opinione pubblica: attraverso una campagna stampa dei giornali di area antagonista e tramite il libro di Corrado Stajano Il sovversivo. Vita e morte dell'anarchico Serantini, uscito nel 1975 e successivamente ristampato.
Nel 1977 il dottor Alberto Mammoli, medico del carcere Don Bosco, dopo essere stato sottoposto a processo e prosciolto dal Tribunale rispetto alla sua responsabilità nei confronti del detenuto, fu vittima di una vendetta da parte di chi lo riteneva responsabile della morte del Serantini. Un anarchico sardo, compatriota della vittima, gambizzò il medico come unico responsabile; il ferimento venne rivendicato da un gruppo armato che operava in quegli anni, Azione Rivoluzionaria.
Nel 2022 per Sellerio è uscito il libro di Michele Battini Andai perché ci si crede, una sorta di testamento politico e morale del ventenne anarchico che ripercorre l'intera vicenda alla luce dei documenti storici conservati presso l'omonima Biblioteca pisana.